# Tragane
Tragane (em árabe: تراغن; romaniz.: Traghan) é uma cidade da Líbia do distrito de Murzuque. Está a 2 quilômetros de Taragine, 13,5 de Zaituna, 17,4 de Fungul e 21,3 de Talibe. Diz-se que a via que conecta Zizau a Tragane é boa, mas está comumente incrustada com sal.

## História
Por volta do século XIII, ela foi dominada pela dinastia sefaua do Império de Canem, um feito notável pois Tragane fica a 1380 quilômetros da capital Anjimi; eles ganharam controle de Fezã ao estabeleceram um posto no oásis de Tragane. Ela foi visitada por exploradores ocidentais em 29 de novembro de 1822. No final da década de 1820, foi descrita como antigo local de prestígio em Murzuque e que 60 anos antes era residência de um sultão que governou Fezã. Segundo os viajantes, era uma planície deserta reta com jardins e tamareiras que continha 4 mesquitas com pequenos minaretes de adobe e casas grandes, mas em ruínas.
Na década de 1820, sua população foi estimada em 500-600 pessoas, mas talvez era maior. O major Denham notou que as pessoas de Tragane eram excepcionalmente habilidosas na tecelagem de tapetes e seus tapetes rivalizavam com aqueles de Constantinopla; Hugh Murray, no começo da década de 1850, notou esses finos tapetes.